# Pia Kullmann
Pia Kullmann ist eine ehemalige deutsche Fußballspielerin.

## Karriere
Kullmann war Mittelfeldspielerin des in Bad Neuenahr-Ahrweiler ansässigen SC 07 Bad Neuenahr und kam in der Verbandsliga Rheinland zum Einsatz. Als Rheinländischer Meister der Jahre 1978, 1979 und 1980 nahm sie mit ihrem Verein jeweils an der Endrunde um die Deutsche Meisterschaft teil. Bei ihrer Premiere gelangte sie mit ihrer Mannschaft bis ins Finale, das zum zweiten Male in Hin- und Rückspiel – in dem sie jeweils als Einwechselspielerin zum Einsatz gekommen war – ausgetragen wurde. Im heimischen Apollinarisstadion gelang am 17. Juni 1978 ein 2:0-Sieg über den FC Hellas Marpingen, im Rückspiel am 25. Juni 1978 im Eppelborner Illtalstadion verlor sie mit ihrer Mannschaft mit 0:1 – aber das Ergebnis reichte für die bis heute einzige Deutsche Meisterschaft. 1979 erfolgte das Aus gegen den FC Bayern München bereits im Viertelfinale, 1980 gegen den KBC Duisburg im Halbfinale. Nach der Saison 1979/80 verabschiedete sie sich vom Verein.

## Erfolge
- Deutscher Meister 1978
- Rheinlandmeister 1978, 1979, 1980